# Spiaggia rosa

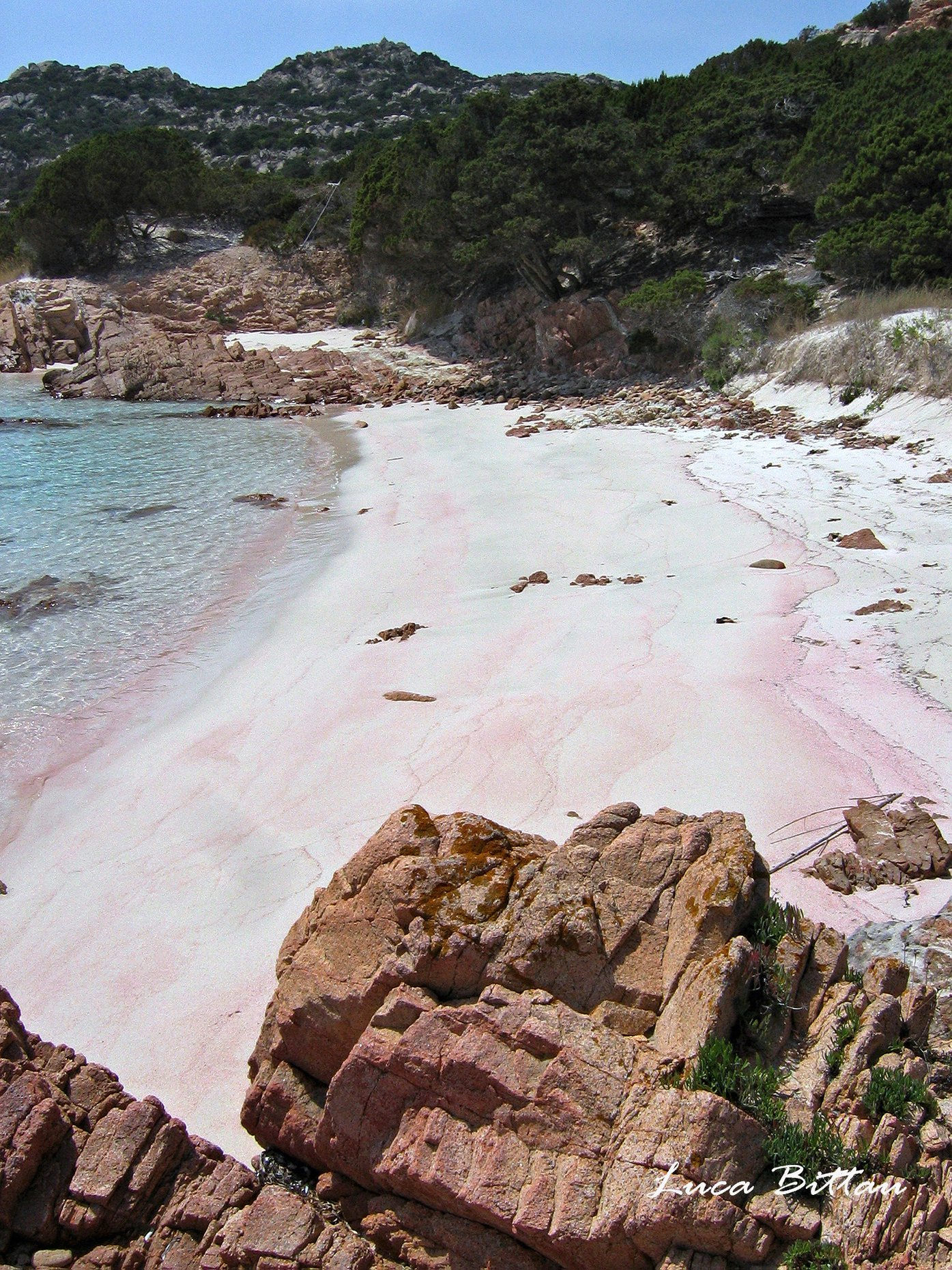
Spiaggia rosa, (Insula Budelli), Arhipelagul La Maddalena, Sardinia, Marea Mediterană.

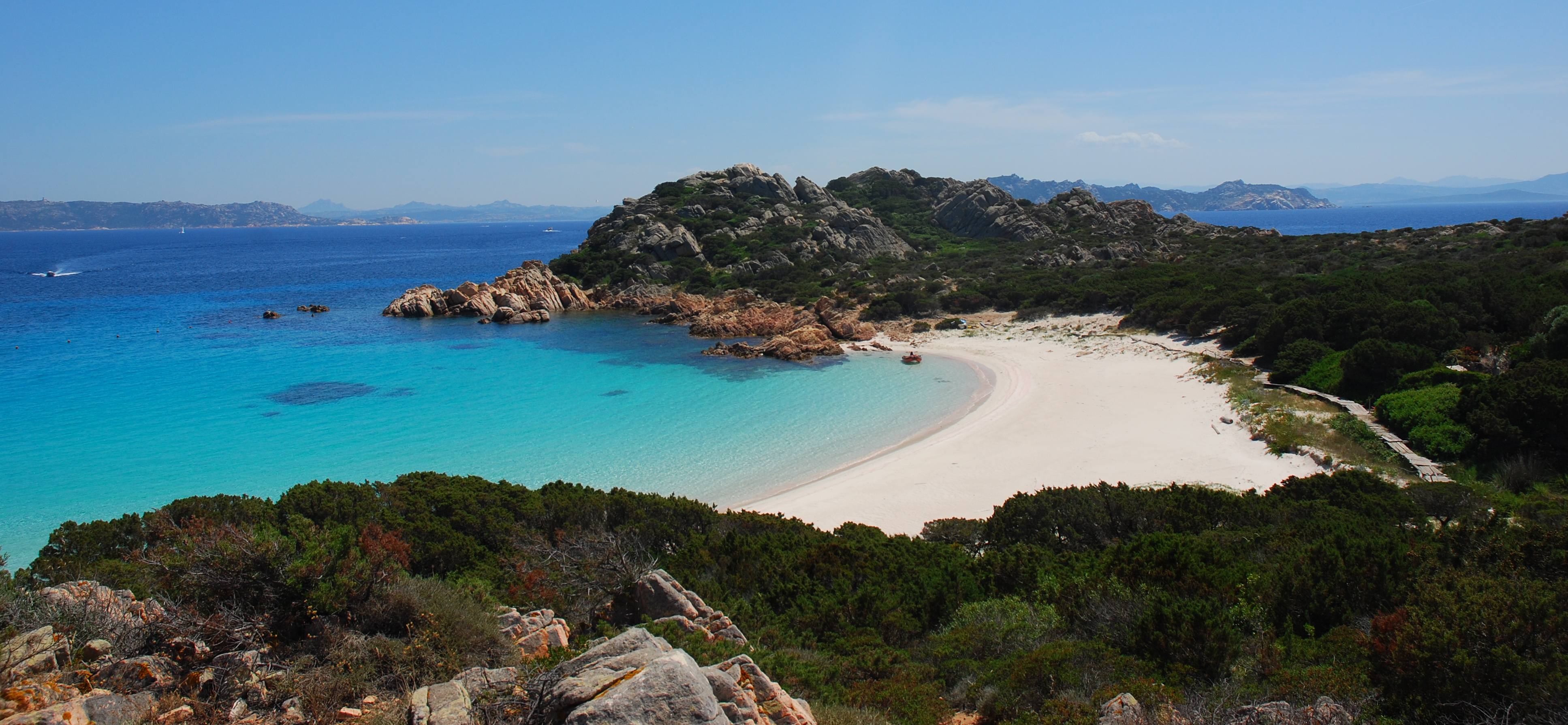
Cala di Roto (Spiaggia rosa), Insula Budelli.

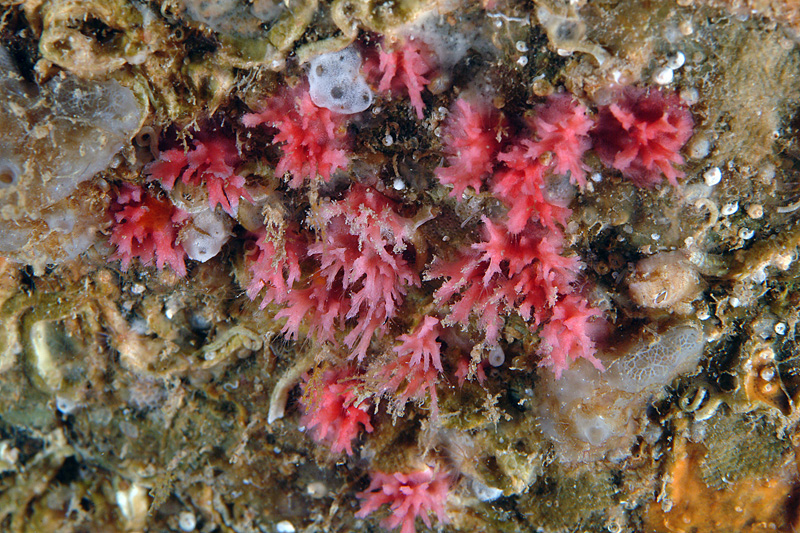
Foraminiferul Miniacina miniacea

Spiaggia Rosa (în traducere „Plaja Roz”) este o plajă situată în Cala di Roto, în sud-estul insulei Budelli și face parte din Arhipelagul La Maddalena. Își datorează numele culorii roz caracteristice a nisipului plajei emergente, datorită prezenței cochiliilor calcaroase ale foraminiferului Miniacina miniacea, al cărui habitat se găsește pe substraturi organice, inclusiv rizomii Posidonia oceanica⁠(d), cea mai importantă fanerogamă marină din Marea Mediterană. În compoziția nisipului (atât emergent cât și submers), procentul scheletelor de microorganisme marine (albe și roz) este foarte mare, ajungând până la 80-90%, comparabil cu cel al plajelor tropicale coraliere (unde însă carbonatul de calciu provine în principal din fragmente de corali).
Plaja se încadrează în Zona A (protecție integrală) a parcului național Arhipelagul La Maddalena și din 1994 (anul înființării parcului) accesul, tranzitul, oprirea și scăldatul sunt interzise; fiind, deci, interzisă pășirea pe plajă, este posibilă admirarea acesteia doar de pe mare. Navigarea este permisă doar dacă se desfășoară lent și până la limita balizelor care sunt amplasate la aproximativ 70 de metri de țărm, închizând golful. Pe lângă îndepărtarea inconștientă de către vizitatori, nisipul special a fost și obiectul unor furturi: motiv pentru care ulterior a fost transformată în zonă protejată. Se preconizează realizarea unui serviciu gratuit de vizită virtuală pentru a aprecia frumusețile arhipelagului și de la distanță.